# Цирлина, Галина Александровна
Галина Александровна Цирлина (род. 1959) — советский и российский учёный-электрохимик, педагог, доктор химических наук (1996), профессор (2001). Лауреат Премии Президента России в области образования (2001).

## Биография
Родилась 12 июня 1959 года в Москве.
С 1976 по 1981 год обучалась на Химическом факультете МГУ, с 1981 по 1985 год обучалась в аспирантуре при этом факультете. С 1985 года на научно-педагогической работе на Химическом факультете МГУ в должностях научного сотрудника, старшего научного сотрудника и ведущего научного сотрудника, профессор кафедры электрохимии этого факультета. По совместительству занимается педагогической деятельностью в Московском физико-техническом институте в должности профессора по кафедре биофизики, читает курс «Технология наноструктур».
В 1985 году Г. А. Цирлина защитила диссертацию на соискание учёной степени кандидат химических наук по теме: «Электрохимическое и адсорбционное поведение некоторых карбидных материалов», в 1996 году — доктор химических наук по теме: «Анодная электрокристаллизация нестехиометрических и многокомпонентных оксидных материалов». В 2001 году приказом ВАК ей было присвоено учёное звание профессор.

## Научно-педагогическая деятельность
Основная научно-педагогическая деятельность Г. А. Цирлиной была связана с вопросами в области электрохимии твёрдого тела, электрохимической кинетики и наноэлектрохимии. В МГУ ведёт курсы «Электрохимические методы получения низкоразмерных систем, функциональных наноструктур и наноматериалов», «Электрохимическое материаловедение», «Кинетика элементарного акта гетерогенного переноса электрона» и «Кинетика процессов в электрохимических устройствах». Автор учебника «Электрохимия» (М. : Химия, 2001. — 623 с. ISBN 5-7245-1047-2). Совместно с Б. Е. Штерном, М. В. Фейгельманом и В. Д. Арнольдом была организатором научного проекта Корпус экспертов по естественным наукам и математике. Является членом Научно-технического совета Российского фонда технологического развития. Член Международного общества электрохимии (с 1996 года) и Электрохимического Общества (с 2005 года). Является членом иностранных редакционных коллегиях журналов: Электроаналитическая химия (с 2007 года) и Электрохимика Acta (с 2020 года). С 2002 года член диссертационного совета Химического факультета МГУ в области электрохимии. Г. А. Цирлина является автором более 220 статей в научных журналах и двадцати пяти научно-исследовательских работ, имеет четыре патента на изобретения, под её руководством было защищено восемнадцать кандидатских диссертаций.
3 октября 2002 года Указом Президента России «за создание на базе новейших достижений современной физики интегрированной системы высшего химического образования для учебных заведений высшего профессионального образования» становится лауреатом Премии Президента России в области образования.

## Награды
- Премия Президента России в области образования (2001)[6]